# اسمعني (ألبوم)
اسمعني هو ألبوم غنائي للفنان حمزة نمرة الأخير، تم إصدار الألبوم في 11 ديسمبر 2014 من قبل الشركة المنتجة أوايكننغ ريكوردز. ويضم الألبوم 12 أغنية تنوعت في ألوانها الغنائية بتقديم العديد من الألوان ( الفلكلور الموسيقي المصري من خلال أغنية “صباح الخير” التي اعتمد فيها على الموسيقى النوبية، وأخرى عبر أغنية “يا لا لا” والتي اعتمدت كثيرا على الموسيقى البدوية (الأمازيغية) ، واحتفاء نمرة بأغنية “لا تبكِ” والتي قدمها باللغة العربية الفصحى، وأغنية “يا سيدي” التي امتدح فيها الرسول باللهجة المغربية، وحقق الألبوم نسبة مبيعات كبيرة مع الأيام الأولى لانطلاقه.

## أغاني الألبوم
| اسم الأغنية  | مدة الأغنية |
| ------------ | ----------- |
| صباح الخير   | 4:05        |
| يا لالا      | 3:42        |
| اسمعني       | 4:09        |
| أي كلام      | 4:03        |
| ضلمت كدا ليه | 3:40        |
| القطر        | 4:47        |
| تسمحي        | 3:22        |
| يا سيدي      | 3:26        |
| لا تبكِ       | 4:27        |
| كله بيعدي    | 3:45        |
| يا مظلوم     | 5:02        |
| مع السلامة   | 3:53        |

## وصلات خارجية
- صفحة الألبوم الرسمية على يوتيوب.
- ألبوم اسمعني علي موقع أمازون.